# Szépirodalmi Könyvkiadó
A Szépirodalmi Könyvkiadó a 20. század második felének egyik legnagyobb magyarországi könyvkiadója volt. Legfőképpen szépirodalmi jellegű kiadók jogutódjaként működött. Az egyik legismertebb könyvsorozat, ami megjelent a kiadónál, az Olcsó Könyvtár volt.
1950. október 1-jén alapították, a kiadó létszáma nagyjából 70 főből állt. A kiadó székháza a budapesti Lenin körúton volt. Felügyeleti szervük a Kiadói Főigazgatóság. Megalakulásakor főszerkesztője, 1957 és 1986 között pedig igazgatója Illés Endre volt. Az igazgatói tisztet többek között Tornócz Márton is betöltötte.
A szerkesztőség tagjai voltak az évek folyamán többek között: Örkény István, Csanádi Imre, Kálnoky László, Vajda Miklós. A kiadót 1998-ban felszámolták.

## Szerkesztőségi csoportjai
- Mai magyar irodalmi csoport I.
- Mai magyar irodalmi csoport II.
- Klasszikus magyar irodalmi csoport I-II.
- Tömegkiadványok csoportja (Olcsó Könyvtár)

## Kiadói gyűjtőkörei
Kiadói gyűjtőkörébe tartoztak a következők:
- Kifejezetten szépirodalmi alkotásokat még élő és klasszikus magyar íróktól egyedi kiadványokban, könyvsorozatokban, antológiákban valamint életmű sorozatokban.
- Tanulmányokat, kifejezetten kritikai műveket, valamint irodalomtudományi értekezéseket.
- Egyik legnagyobb sorozata az Olcsó Könyvtár (1954–1989 között jelentek meg a kötetek), amelyben élő és klasszikus külföldi szerzők műveit jelentették meg, természetesen a magyar irodalmi alkotások mellett.
- Szomszédos szocialista országok magyar kiadóival közös kiadványokat is megjelentettek.

## A kiadó főbb sorozatai
| Olcsó Könyvtár Nevét az alacsony árú kiadványok után kapta. Kezdetben még csak 3-4 forintos áron árusították. 1954 és 1988 között több mint 900 kiadvány jelent meg ebben a sorozatban. A sorozaton belül megjelentek például a következők: Georges Simenon: A Bicétre harangjai (1987) József Attila: A Dunánál (1972) Thomas Mann: A kiválasztott (1977) |                           |
| Ebben a sorozatban a kiadó főként Magyarországon még nem befutott szerzők könyveit jelentette meg. A sorozaton belül megjelentek például a következők: Fehér Béla: A kék autó (1990) Leslie L. Lawrence: A megfojtott viking mocsara (1989) Alan Alexander Milne: A Vörös Ház rejtélye (1987) | Kentaur Könyvek           |
| Csokonai Vitéz Mihály összegyűjtött munkáival indult, és közel 100 kötetet jelentettek meg a sorozat részeként. A sorozaton belül megjelentek például a következők: Déry Tibor: A befejezetlen mondat (1980) Arany János: Arany János válogatott művei I-III. (1975) Csokonai Vitéz Mihály: Csokonai Vitéz Mihály minden munkája I-III. (1973) | Magyar remekírók          |
| 1970-től a Szépirodalmi könyvkiadót rendelték a már létező sorozat mögé, évente 2 tényfeltáró könyvet jelentettek meg nagy példányszámban és kemény borításban. Az egyes kötetek képekkel illusztráltak. A szerkesztőbizottság első tagjai voltak: Darvas József, Erdei Ferenc, Gondos Ernő, Hegedűs András, Illés Endre, Ortutay Gyula. Fotók: Korniss Péter A sorozaton belül megjelentek például a következők: Csák Gyula: A szikföld sóhaja (1977) Horváth Dezső: A tizedik ember (1985) Mocsár Gábor: Égő Arany (1970) | Magyarország felfedezése  |
| A sorozaton belül megjelentek például a következők: Tanárky Gyula: A könyv címe: A Kossuth-emigráció szolgálatában Alcím: Tanárky Gyula naplója (1849-1866) (1961) Ady Endre: Ady Endre válogatott levelei (1956) Klapka György: Emlékeimből (1986) | Magyar századok           |
| A sorozaton belül megjelentek például a következők: Eötvös József: A falu jegyzője I-II. (1950) Mikszáth Kálmán: A fekete város (1955) Jókai Mór: Kőszívű ember fiai (1958) | Magyar klasszikusok       |
| Jellemzően az iskolák kötelező irodalmát öleli fel. Viszonylag alacsony áron. Magyar és külföldi szerzők klasszikus irodalmi művei jelentek meg a sorozatban, például: Mikszáth Kálmán: Új Zrinyiász (1955) Görög drámák (1978) Eötvös József: A falu jegyzője (1971) | Diákkönyvtár              |
| Az 1970-es években kiadott sorozat, amelyben a kiadó kortárs magyar szerzők műveit jelentette meg, például: Déry Tibor: Képzelt riport egy amerikai popfesztiválról (1973) Kertész Ákos: Makra (1972) Moldova György: Gázlámpák alatt (1977) | Szépirodalmi Zsebkönyvtár |